# Mike Pyle
(en) Statistiques sur pro-football-reference
Michael Johnson Pyle, né le 18 juillet 1939 à Keokuk, en Iowa et mort le 29 juillet 2015 à Highland Park en Illinois est un joueur professionnel américain de football américain qui a joué, au poste de centre, pendant neuf saisons entre 1961 et 1969 pour les Bears de Chicago. Au niveau universitaire, il joue pour les Bulldogs de Yale.
Le 8 janvier 1967, il devient le quatrième président de la National Football League Players Association.

## Jeunesse et carrière universitaire
Pyle est né en 1939 de William Palmer Pyle, cadre chez Kraft Foods et de Cathryn Johnson Pyle à Keokuk, en Iowa. Il a deux frères : William Palmer Pyle Jr (en), qui a joué comme offensive guard pour les Spartans de l'université d'État du Michigan et avec les Colts de Baltimore, les Vikings du Minnesota et les Raiders d'Oakland, et Harlen Pyle.
Pyle fréquente le lycée de New Trier à Winnetka, dans l'Illinois, où il fait de la lutte, du lancer de disque et du lancer de poids en plus de jouer au football américain. Il est champion de lutte de l'État de l'Illinois en 1957 dans la catégorie des poids lourds. Il remporte également un championnat d'État en 1957 au lancer du disque et établit un record d'État au lancer du poids.
Il obtient son diplôme en 1957 à New Trier, et poursuit ses études à l'université de Yale, où il est membre des fraternités Skull and Bones et Delta Kappa Epsilon. Il est joueur de ligne offensive pour les Bulldogs et est capitaine de l'équipe invaincue, co-lauréate du Trophée Lambert-Meadowlands (en) en 1960. L'équipe de 1960 est classée 14e dans le dernier sondage Associated Press (AP) sur le football universitaire.

## Carrière professionnelle

### Bears de Chicago
Pyle est sélectionné au septième tour (89e choix) de la draft 1961 de la NFL (en) par les Bears de Chicago. Il joue neuf saisons avec les Bears de 1961 à 1969, sous les ordres de George Halas,. En 1963, il obtient une place dans le Pro Bowl et est capitaine de l'équipe offensive des Bears de 1963 jusqu'à sa retraite,.
Le 8 janvier 1967, il devient le quatrième président de la National Football League Players Association, poste qu'il occupe jusqu'au 11 janvier 1968.

### Carrière à la radio
Après sa retraite en 1969, Pyle est animateur à la radio WGN (en), où il anime l'émission des Bears avant et après le match, ainsi qu'un talk-show sportif le dimanche,. Plus tard, il co-anime le Mike Ditka Show à l'époque où Ditka entraîne les Bears,.
En 1974, il  est commentateur spécialisé des émissions du Chicago Fire de la World Football League sur la station WJJD (en).

## Problèmes de santé
Plusieurs années après avoir pris sa retraite de la NFL, Pyle commence à ressentir des symptômes de démence. Son état finit par s'aggraver, et sa famille est contrainte de le placer dans un centre de vie assistée à plein temps. Pyle se rend à Silverado, une chaîne nationale qui a conclu un accord avec la NFL, dans le cadre du plan 88, pour traiter gratuitement tous les anciens joueurs ayant au moins trois ans de service et souffrant de démence.
« Nous avons traité une vingtaine de joueurs de la NFL - nous en avons une douzaine actuellement », déclare Loren Shook, le président et directeur général de Silverado Senior Living.
Le Plan 88 est un programme de traitement des traumatismes crâniens, nommé d'après le tight end du Pro Football Hall of Fame, John Mackey, dont le numéro est 88. Mackey était dans un état quasi végétatif dû à une encéphalopathie traumatique chronique au moment de sa mort en 2011.
Pyle est décédé le 29 juillet 2015 des suites d'une hémorragie cérébrale.